# Таблиці Барлоу
Табли́ці Барло́у (англ. Barlow's Tables) — математичні таблиці, складені англійським математиком Пітером Барлоу.
Перше видання мало назву «Нові математичні таблиці» і подавали значення квадратів, кубів, коренів квадратних і кубічних для цілих чисел з діапазону від 1 до 10000. Пізніші виддання стали відомі як «Таблиці Барлоу» (англ. Barlow's Tables). Ці таблиці регулярно перевидавались аж до 1965 року, поки комп'ютери їх повністю не витіснили з ужитку.
Останні видання таблиць Барлоу містять значення елементарних функцій:
- {\displaystyle n^{2}}, {\displaystyle n^{3}}, {\displaystyle {\sqrt {n}}} та {\displaystyle {\sqrt {10n}}} для n від 1 до 1000;
- {\displaystyle {\sqrt[{3}]{n}}} та {\displaystyle {\frac {1}{n}}} для всіх цілих чисел до 15000;
- {\displaystyle n^{4}} та {\displaystyle {\frac {1}{\sqrt {n}}}} для n від 1 до 1000.

Вони дозволяють для кожного аргумента n у тому ж рядку отримувати значення цих функцій.
Використовуючи значення квадратів і коренів квадратних, можна за їх допомогою обчислювати, наприклад кути трикутника ABC за формулою
{\displaystyle \cos A\ ={\frac {(b+c)^{2}+(b-c)^{2}-2a^{2}}{(b+c)^{2}-(b-c)^{2}}}},
де а, b, с — сторони трикутника.
За цими таблицями можна отримувати значення коренів квадратних і кубічних для аргументів n, що перевищують 15 000, а також і для аргументів, що виражені десятковими дробами.